# Герои Социалистического Труда Ленинградской области
В настоящий список включены:

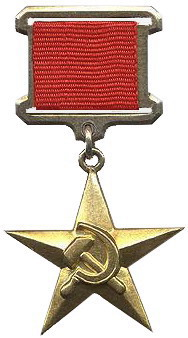
Золотая медаль «Серп и Молот»

- Герои Социалистического Труда, на момент присвоения звания проживавшие на территории современной Ленинградской области (Санкт-Петербург не включён), — 101 человек;
- уроженцы Ленинградской области, удостоенные звания Героя Социалистического Труда в других регионах СССР, — 83 человека;
- Герои Социалистического Труда, прибывшие на постоянное проживание в Ленинградскую область, — 18 человек.

Вторая и третья части списка могут быть неполными из-за отсутствия данных о месте рождения и проживания ряда Героев.
В таблицах отображены фамилия, имя и отчество Героев, должность и место работы на момент присвоения звания, дата Указа Президиума Верховного Совета СССР, отрасль народного хозяйства, место рождения/проживания, а также ссылка на биографическую статью на сайте «Герои страны». Формат таблиц предусматривает возможность сортировки по указанным параметрам путём нажатия на стрелку в нужной графе.

## История
Впервые звание Героя Социалистического Труда в Ленинградской области было присвоено Указом Президиума Верховного Совета СССР от 5 ноября 1943 года пятерым работникам железнодорожного транспорта — А. И. Алыпову (посмертно), Е. С. Горохову, Н. А. Нариняну, А. И. Рыкову и А. Б. Шаталову — за особые заслуги в обеспечении перевозок для фронта и народного хозяйства и выдающиеся достижения в восстановлении железнодорожного хозяйства в трудных условиях военного времени.
Большинство Героев Социалистического Труда в области приходится на работников сельского хозяйства — 55 человек; транспорт — 9; атомная промышленность — 7; строительство — 5; лесная промышленность — 4; металлургия, топливная промышленность, государственное управление — по 3; оборонная, нефтехимическая промышленность, энергетика — по 2; угольная промышленность, промышленность стройматериалов, судостроение, лесное хозяйство, здравоохранение, образование — по 1.

## Лица, удостоенные звания Героя Социалистического Труда в Ленинградской области
| №   | Фамилия, имя, отчество              | Даты жизни              | Деятельность | Дата присвоения | Отрасль            | Место рождения         | ГС         |
| --- | ----------------------------------- | ----------------------- | --- | --------------- | ------------------ | ---------------------- | ---------- |
| 1   | Александров Василий Алексеевич      | 02.04.1922 — 12.08.2014 | Бригадир совхоза «Новый мир» Лужского района Ленинградской области | 11.12.1973      | сельхоз            | Лужский район          | [ ГС 1 ]   |
| 2   | Алексеев Михаил Алексеевич          | 25.10.1926 — 04.05.2013 | Бригадир обжигальщиков Ленинградского завода керамических изделий Главленстройматериалов исполкома Ленинградского городского Совета народных депутатов, гор. Никольское Тосненского района                                                                | 19.03.1981      | промстройматериалы | *Псковская область     | [ ГС 2 ]   |
| 3   | Алыпов Алексей Иванович             | 30.06.1902 — 01.09.1942 | Главный инженер Военвосттранспроекта при Главном управлении военно-восстановительных работ Народного Комиссариата путей сообщения СССР, Ленинградская область                                                                                             | 05.11.1943      | транспорт          | *Кировская область     | [ ГС 3 ]   |
| 4   | Анисимов Фёдор Михайлович           | 29.12.1914 — 30.04.1988 | Старший машинист турбины Нижнесвирской ГЭС Ленэнерго Министерства энергетики и электрификации СССР, Ленинградская область | 04.10.1966      | энергетика         | *Белгородская область  | [ ГС 4 ]   |
| 5   | Антипов Пётр Григорьевич            | 26.12.1920 — 21.10.1993 | Лесничий Волховстроевского лесничества Государственного комитета лесного хозяйства Совета Министров СССР, Ленинградская область | 06.09.1966      | лесхоз             | *Псковская область     | [ ГС 5 ]   |
| 6   | Ануфриев Николай Иванович           | 22.05.1934 — 01.03.2009 | Механизатор совхоза «Терпилицы» Волосовского района Ленинградской области | 15.12.1972      | сельхоз            | *Псковская область     | [ ГС 6 ]   |
| 7   | Бадальянц Хорен Азарапетович        | 12.08.1933 — 18.04.1992 | Директор Пикалёвского производственного глинозёмного объединения имени 50-летия СССР Министерства цветной металлургии СССР, Ленинградская область | 29.04.1986      | металлургия        | *Ростовская область    | [ ГС 7 ]   |
| 8   | Братков Валентин Николаевич         | 04.05.1927 — 26.01.2010 | Бригадир монтажников монтажно-строительного управления № 90 Министерства среднего машиностроения СССР, гор. Сосновый Бор, Ленинградская область | 18.03.1982      | атомпром           | *Ставропольский край   | [ ГС 8 ]   |
| 9   | Брашкина Нина Игнатьевна            | род. 12.06.1939         | Доярка совхоза «Красногвардейский» Гатчинского района Ленинградской области | 06.09.1973      | сельхоз            | Лужский район          | [ ГС 9 ]   |
| 10  | Бурцев Григорий Степанович          | 28.11.1911 — 1991       | Начальник Пригородного межрайонного производственного управления сельского хозяйства, Ленинградская область | 30.04.1966      | сельхоз            | *Тульская область      | [ ГС 10 ]  |
| 11  | Вилков Иван Семёнович               | 24.09.1912 — 13.07.1985 | Начальник комбината «Ленлес» Министерства лесной и деревообрабатывающей промышленности СССР, Ленинградская область | 07.05.1971      | леспром            | *Владимирская область  | [ ГС 11 ]  |
| 12  | Виноградов Алексей Михайлович       | 10.11.1932 — 23.07.2011 | Звеньевой картофелеводов совхоза «Красная Балтика» Ломоносовского района Ленинградской области | 08.04.1971      | сельхоз            | *Тверская область      | [ ГС 12 ]  |
| 13  | Витин Олег Игоревич                 | 10.07.1939 — 02.11.2003 | Старший оператор реакторного отделения Ленинградской атомной электростанции имени В. И. Ленина Министерства среднего машиностроения СССР, Ленинградская область                                                                                           | 28.02.1975      | атомпром           | *Москва                | [ ГС 13 ]  |
| 14  | Герцик Екатерина Иосифовна          | род. 08.03.1926         | Доярка совхоза имени Володарского Лужского района Ленинградской области | 22.03.1966      | сельхоз            | *Тверская область      | [ ГС 14 ]  |
| 15  | Городинский Александр Матвеевич     | 23.12.1912 — 30.07.1975 | Председатель колхоза имени XVIII партсъезда Гатчинского района Ленинградской области | 22.06.1957      | сельхоз            | *Могилёвская область   | [ ГС 15 ]  |
| 16  | Горохов Ефим Степанович             | 11.01.1888 — 17.02.1949 | Инженер поезда № 2 по ремонту и восстановлению водокачек и водопроводных труб Управления военно-восстановительных работ № 6 Волховского фронта, Ленинградская область                                                                                     | 05.11.1943      | транспорт          | *Тверская область      | [ ГС 16 ]  |
| 17  | Гребнев Валентин Михайлович         | 26.10.1927 — 14.08.2023 | Первый секретарь Лужского горкома КПСС, Ленинградская область | 13.03.1981      | госуправление      | Лужский район          | [ ГС 17 ]  |
| 18  | Григорьев Владимир Петрович         | 28.07.1934 — 01.09.2011 | Тракторист совхоза «Труд» Волосовского района Ленинградской области | 26.06.1985      | сельхоз            | Волосовский район      | [ ГС 18 ]  |
| 19  | Гуня Михаил Константинович          | 30.12.1930 — 28.12.1996 | Бригадир комплексной бригады строительного управления № 298 строительного треста № 31 Министерства строительства СССР, гор. Кингисепп Ленинградская область                                                                                               | 20.11.1981      | строительство      | *Полтавская область    | [ ГС 19 ]  |
| 20  | Гурина Екатерина Дмитриевна         | 28.11.1927 — 2011       | Отбельщица Приозерского целлюлозного завода Министерства целлюлозно-бумажной промышленности СССР, Ленинградская область | 20.04.1971      | леспром            | *Тверская область      | [ ГС 20 ]  |
| 21  | Дерюжин Евгений Борисович           | род. 22.05.1932         | Бригадир комплексной бригады специализированного управления подводно-технических работ № 6 объединения «Союзподводтрубопроводстрой» Министерства строительства предприятий нефтяной и газовой промышленности СССР, Тосненский район Ленинградской области | 13.06.1986      | строительство      | *Могилёвская область   | [ ГС 21 ]  |
| 22  | Дмитриев Валентин Дмитриевич        | 1890 — ????             | Бригадир колхоза «Дружный труд» Гатчинского района Ленинградской области | 23.04.1949      | сельхоз            | Гатчинский район       | [ ГС 22 ]  |
| 23  | Дмитриева Александра Матвеевна      | 24.09.1909 — ????       | Звеньевая колхоза «Климатино» Ломоносовского района Ленинградской области | 30.03.1948      | сельхоз            | Ломоносовский район    | [ ГС 23 ]  |
| 24  | Жунина Таисия Ивановна              | род. 09.05.1931         | Доярка совхоза «Красногвардейский» Гатчинского района Ленинградской области | 08.04.1971      | сельхоз            | *Тверская область      | [ ГС 24 ]  |
| 25  | Зайцев Анатолий Васильевич          | род. 20.10.1928         | Электрогазосварщик завода имени Морозова Министерства машиностроения СССР, Всеволожский район Ленинградской области | 18.01.1977      | атомпром           | *Санкт-Петербург       | [ ГС 25 ]  |
| 26  | Золдырева Раиса Николаевна          | 04.09.1936 — 25.10.2016 | Мастер машинного доения госплемзавода «Петровский» Приозерского района Ленинградской области | 26.06.1985      | сельхоз            | Волосовский район      | [ ГС 26 ]  |
| 27  | Иванов Фёдор Анисимович             | 01.11.1905 — 25.06.1981 | Председатель колхоза «Ленинский путь» Волосовского района Ленинградской области | 22.06.1957      | сельхоз            | Волосовский район      | [ ГС 27 ]  |
| 28  | Изотов Валентин Дмитриевич          | 01.05.1927 — 21.02.2001 | Бригадир комплексной бригады строительного управления № 234 строительного треста № 49 Министерства строительства СССР, гор. Гатчина Ленинградской области                                                                                                 | 07.05.1971      | строительство      | Тихвинский район       | [ ГС 28 ]  |
| 29  | Карсакова Валентина Фёдоровна       | род. 09.02.1925         | Доярка совхоза «Красный Октябрь» Всеволожского района Ленинградской области | 22.03.1966      | сельхоз            | *Витебская область     | [ ГС 29 ]  |
| 30  | Кирьянов Иван Иванович              | 27.04.1914 — ????       | Машинист котельного цеха ГЭС № 8 имени С. М. Кирова Ленэнерго Министерства энергетики и электрификации СССР, Тосненский район Ленинградской области | 04.10.1966      | энергетика         | *Архангельская область | [ ГС 30 ]  |
| 31  | Киселёв Николай Григорьевич         | 18.12.1928 — 12.03.2019 | Машинист окараванивающей машины торфопредприятия «Пельгорское» Ленинградского торфяного треста Министерства топливной промышленности РСФСР, Тосненский район Ленинградской области                                                                        | 11.03.1974      | топпром            | *Кировская область     | [ ГС 31 ]  |
| 32  | Коблицкий Константин Андреевич      | 20.02.1927 — 06.01.2003 | Начальник монтажно-строительного управления № 90 треста «Энергоспецмонтаж» Министерства среднего машиностроения СССР, гор. Сосновый Бор Ленинградской области                                                                                             | 10.03.1981      | атомпром           | *Саратовская область   | [ ГС 32 ]  |
| 33  | Козловский Алексей Иванович         | 05.03.1932 — 16.06.1996 | Бригадир слесарей треста «Энергоспецмонтаж» Министерства среднего машиностроения СССР, гор. Сосновый Бор Ленинградской области | 16.01.1974      | атомпром           | *Хмельницкая область   | [ ГС 33 ]  |
| 34  | Колконен Надежда Петровна           | 17.10.1931 — 24.06.2024 | Птичница совхоза «Лаголово» Ломоносовского района Ленинградской области | 22.03.1966      | сельхоз            | Гатчинский район       | [ ГС 34 ]  |
| 35  | Комендантов Николай Иванович        | 1929 — 25.07.1989       | Генеральный директор сельскохозяйственного производственного объединения «Детскосельское» Тосненского района Ленинградской области | 12.03.1982      | сельхоз            | *Тверская область      | [ ГС 35 ]  |
| 36  | Кучерин Василий Федосеевич          | 21.01.1928 — 28.12.2010 | Бригадир судосборщиков Выборгского судостроительного завода Министерства судостроительной промышленности СССР, Ленинградская область | 26.04.1971      | судостроение       | *Николаевская область  | [ ГС 36 ]  |
| 37  | Лагушкина Фаина Ивановна            | 10.12.1930 — 14.03.2012 | Доярка совхоза имени Тельмана Тосненского района Ленинградской области | 06.09.1973      | сельхоз            | *Новгородская область  | [ ГС 37 ]  |
| 38  | Лопухина Галина Владимировна        | род. 23.04.1935         | Доярка госплемзавода «Лесное» Гатчинского района Ленинградской области | 29.08.1986      | сельхоз            | *Костромская область   | [ ГС 38 ]  |
| 39  | Мартынычев Фёдор Иванович           | 19.11.1928 — 03.01.2019 | Слесарь-ремонтник производственного объединения «Кировский завод» Министерства оборонной промышленности СССР, гор. Тихвин Ленинградской области | 16.05.1983      | оборонпром         | *Нижегородская область | [ ГС 39 ]  |
| 40  | Марьясов Гавриил Николаевич         | 03.04.1927 — 07.08.2006 | Бригадир монтажников монтажно-строительного управления № 90 треста «Энергоспецмонтаж» Министерства среднего машиностроения СССР, гор. Сосновый Бор Ленинградской области                                                                                  | 10.03.1981      | атомпром           | *Красноярский край     | [ ГС 40 ]  |
| 41  | Масляников Иван Купреевич           | 24.09.1929 — 18.10.1995 | Бригадир проходчиков горных выработок шахты № 1 треста «Ленинградсланец» Министерства угольной промышленности СССР, гор. Сланцы Ленинградской области | 29.06.1966      | углепром           | *Гомельская область    | [ ГС 41 ]  |
| 42  | Матюшенко Михаил Петрович           | 23.12.1907 — ????       | Звеньевой колхоза «Красная звезда» Кингисеппского района Ленинградской области | 30.03.1948      | сельхоз            | *Гомельская область    | [ ГС 42 ]  |
| 43  | Михайлов Михаил Григорьевич         | 31.07.1908 — ????       | Звеньевой колхоза имени Кирова Гатчинского района Ленинградской области | 23.04.1949      | сельхоз            | Гатчинский район       | [ ГС 43 ]  |
| 44  | Могутов Иван Яковлевич              | 24.09.1915 — 29.06.1998 | Бригадир электролизников Волховского алюминиевого завода имени С. М. Кирова Ленинградского совнархоза | 09.06.1961      | металлургия        | *Вологодская область   | [ ГС 44 ]  |
| 45  | Мокин Пётр Степанович               | 09.07.1911 — 25.11.1993 | Старший машинист паровозного депо Волховстрой Кировской железной дороги, Ленинградская область | 01.08.1959      | транспорт          | Ленинградская область  | [ ГС 45 ]  |
| 46  | Морозова Татьяна Ионовна            | 14.01.1937 — 21.12.2017 | Доярка колхоза «Ленинский путь» Волосовского района Ленинградской области | 22.03.1966      | сельхоз            | *Ярославская область   | [ ГС 46 ]  |
| 47  | Наринян Николай Артёмович           | 23.10.1905 — 16.01.1971 | Начальник головного ремонтного восстановительного поезда № 3, Ленинградская область | 05.11.1943      | транспорт          | *Азербайджан           | [ ГС 47 ]  |
| 48  | Нечесанов Павел Александрович       | 23.12.1908 — 05.04.1973 | Директор Пашской сплавной конторы Министерства лесной, целлюлозно-бумажной и деревообрабатывающей промышленности СССР, Волховский район Ленинградской области                                                                                             | 17.09.1966      | леспром            | Бокситогорский район   | [ ГС 48 ]  |
| 49  | Николаев Михаил Николаевич          | 08.03.1902 — 12.1979    | Скотник-пастух молочного племенного совхоза «Гомонтово» Министерства совхозов СССР, Волосовский район Ленинградской области | 22.10.1949      | сельхоз            | *Псковская область     | [ ГС 49 ]  |
| 50  | Новиков Максим Степанович           | 14.08.1914 — 24.10.1998 | Директор госплемзавода «Петровский» Приозерского района Ленинградской области | 21.12.1983      | сельхоз            | *Калужская область     | [ ГС 50 ]  |
| 51  | Нуттунен Мария Андреевна            | 27.04.1911 — 25.12.1965 | Бригадир молочного племенного совхоза «Торосово» Министерства совхозов СССР, Волосовский район Ленинградской области | 22.10.1949      | сельхоз            | Волосовский район      | [ ГС 51 ]  |
| 52  | Осипова Агафья Алексеевна           | 29.10.1907 — ????       | Свинарка колхоза «Большой Брод» Лужского района Ленинградской области | 09.05.1949      | сельхоз            | Лужский район          | [ ГС 52 ]  |
| 53  | Осипова Мария Григорьевна           | 13.04.1939 — 23.06.2013 | Свинарка совхоза «Тихвинский» Тихвинского района Ленинградской области | 10.03.1976      | сельхоз            | Тихвинский район       | [ ГС 53 ]  |
| 54  | Павлов Иван Нилович                 | 21.09.1904 — 02.1966    | Звеньевой колхоза «Дружный труд» Гатчинского района Ленинградской области | 23.04.1949      | сельхоз            | Гатчинский район       | [ ГС 54 ]  |
| 55  | Павловский Лев Константинович       | 08.04.1930 — 15.07.2010 | Директор совхоза «Пашский» Волховского района Ленинградской области | 23.12.1976      | сельхоз            | Волховский район       | [ ГС 55 ]  |
| 56  | Пальмина Антонина Петровна          | 21.08.1932 — 02.09.2020 | Главный зоотехник госплемзавода «Лесное» Гатчинского района Ленинградской области | 24.02.1978      | сельхоз            | *Тамбовская область    | [ ГС 56 ]  |
| 57  | Панов Геннадий Иванович             | 08.03.1930 — 09.01.2020 | Звеньевой совхоза «Бугры» Всеволожского района Ленинградской области | 11.12.1973      | сельхоз            | *Тверская область      | [ ГС 57 ]  |
| 58  | Паршина Валентина Романовна         | 16.03.1937 — 21.12.2020 | Бригадир совхоза «Детскосельский» Тосненского района Ленинградской области | 24.02.1978      | сельхоз            | *Новгородская область  | [ ГС 58 ]  |
| 59  | Петров Александр Фёдорович          | 09.09.1915 — 25.01.1984 | Главный агроном совхоза «Красная Балтика» Ломоносовского района Ленинградской области | 23.06.1966      | сельхоз            | *Самарская область     | [ ГС 59 ]  |
| 60  | Петрова Зинаида Петровна            | 09.03.1906 — ????       | Председатель колхоза «Искра» Всеволожского района Ленинградской области | 22.06.1957      | сельхоз            | Всеволожский район     | [ ГС 60 ]  |
| 61  | Петрухина Феона Ефимовна            | 05.12.1927 — 16.05.2017 | Бригадир совхоза «Пригородный» Всеволожского района Ленинградской области | 30.04.1966      | сельхоз            | *Смоленская область    | [ ГС 61 ]  |
| 62  | Потанин Николай Иванович            | 18.11.1937 — 10.06.2018 | Старший оператор Киришского нефтеперерабатывающего завода имени 50-летия ВЛКСМ Министерства нефтеперерабатывающей и нефтехимической промышленности СССР, Ленинградская область                                                                            | 20.04.1973      | нефтехимпром       | *Омская область        | [ ГС 62 ]  |
| 63  | Резвая Нина Алексеевна              | 26.01.1923 — 07.02.2015 | Учительница средней школы № 4, гор. Гатчина Ленинградской области | 01.07.1968      | образование        | *Архангельская область | [ ГС 63 ]  |
| 64  | Родионенко Владимир Викторович      | 03.04.1926 — ????       | Машинист торфоуборочного комбайна торфопредприятия «Назия» Министерства топливной промышленности РСФСР, Волховский район Ленинградской области | 29.06.1966      | топпром            | *Белгородская область  | [ ГС 64 ]  |
| 65  | Русанов Иван Устинович              | 16.09.1929 — 04.2013    | Старший мастер торфопредприятия «Гатчинское» Министерства топливной промышленности РСФСР, Гатчинский район Ленинградской области | 20.04.1971      | топпром            | *Курская область       | [ ГС 65 ]  |
| 66  | Рыков Александр Ильич               | 28.10.1900 — 1994       | Начальник Волховстроевской дистанции пути Северной железной дороги, Ленинградская область | 05.11.1943      | транспорт          | *Московская область    | [ ГС 66 ]  |
| 67  | Ряйзе Евдокия Ивановна              | 27.04.1913 — 03.07.1985 | Доярка молочного племенного совхоза «Торосово» Министерства совхозов СССР, Волосовский район Ленинградской области | 22.10.1949      | сельхоз            | Волосовский район      | [ ГС 67 ]  |
| 68  | Савёлова Мария Ивановна             | 08.04.1929 — 22.11.2021 | Бригадир совхоза «Бугры» Всеволожского района Ленинградской области | 10.03.1980      | сельхоз            | *Тверская область      | [ ГС 68 ]  |
| 69  | Савельев Анатолий Кузьмич           | 26.05.1939 — 07.02.2021 | Сталевар тихвинского филиала производственного объединения «Кировский завод» Министерства оборонной промышленности СССР, Ленинградская область | 27.10.1980      | оборонпром         | Всеволожский район     | [ ГС 69 ]  |
| 70  | Савоненко Нина Иосифовна            | 12.04.1921 — 25.02.1994 | Врач центральной районной больницы Гатчинского района Ленинградской области | 04.02.1969      | здравоохранение    | *Башкортостан          | [ ГС 70 ]  |
| 71  | Сафронова Мария Кузьминична         | 24.09.1907 — ????       | Доярка колхоза «Красная звезда» Кингисеппского района Ленинградской области | 22.06.1957      | сельхоз            | *Брянская область      | [ ГС 71 ]  |
| 72  | Сахаров Николай Иванович            | 11.12.1926 — 09.08.2011 | Бригадир комплексной бригады треста № 46 Главзапстроя Министерства строительства СССР, Киришский район Ленинградской области | 20.04.1973      | строительство      | *Новгородская область  | [ ГС 72 ]  |
| 73  | Седова Мария Александровна          | 09.06.1931 — 2003       | Бригадир совхоза «Детскосельский» Тосненского района Ленинградской области | 12.04.1979      | сельхоз            | *Костромская область   | [ ГС 73 ]  |
| 74  | Семёнов Марк Иванович               | 09.05.1930 — 30.03.1996 | Звеньевой совхоза «Пламя» Гатчинского района Ленинградской области | 30.04.1966      | сельхоз            | *Псковская область     | [ ГС 74 ]  |
| 75  | Семыкин Иван Иванович               | 10.02.1931 — 20.09.1981 | Начальник Северного управления строительства Министерства среднего машиностроения СССР | 28.02.1975      | атомпром           | *Ставропольский край   | [ ГС 75 ]  |
| 76  | Скотникова Александра Васильевна    | 07.08.1931 — 2001       | Оператор машинного доения совхоза «Детскосельский» Тосненского района Ленинградской области | 05.12.1985      | сельхоз            | *Новгородская область  | [ ГС 76 ]  |
| 77  | Смелков Виктор Константинович       | 15.08.1941 — 20.08.2012 | Тракторист совхоза «Тихвинский» Тихвинского района Ленинградской области | 29.05.1981      | сельхоз            | Тихвинский район       | [ ГС 77 ]  |
| 78  | Смирнова Анна Борисовна             | 10.01.1929 — 02.01.2013 | Бригадир совхоза «Фёдоровское» Тосненского района Ленинградской области | 13.03.1981      | сельхоз            | *Новгородская область  | [ ГС 78 ]  |
| 79  | Спиридонова Александра Спиридоновна | 27.09.1900 — 14.01.1977 | Скотница-пастух молочного племенного совхоза «Торосово» Министерства совхозов СССР, Волосовский район Ленинградской области | 22.10.1949      | сельхоз            | *Псковская область     | [ ГС 79 ]  |
| 80  | Талов Дмитрий Васильевич            | 24.09.1921 — 16.07.1999 | Слесарь локомотивного депо Волховстрой Октябрьской железной дороги, Ленинградская область | 04.05.1971      | транспорт          | Волховский район       | [ ГС 80 ]  |
| 81  | Титов Константин Николаевич         | 30.04.1931 — 15.10.1971 | Старший машинист экскаватора Пикалёвского глинозёмного завода Министерства цветной металлургии СССР, Ленинградская область | 20.05.1966      | металлургия        | *Костромская область   | [ ГС 81 ]  |
| 82  | Трибунская Прасковья Павловна       | 29.07.1927 — 14.12.2020 | Бригадир совхоза «Фёдоровский» Тосненского района Ленинградской области | 08.04.1971      | сельхоз            | *Нижегородская область | [ ГС 82 ]  |
| 83  | Трусова Татьяна Тимофеевна          | 24.12.1916 — 03.01.1987 | Телятница совхоза «Красный маяк» Лужского района Ленинградской области | 22.03.1966      | сельхоз            | Лужский район          | [ ГС 83 ]  |
| 84  | Федоренко Мария Дмитриевна          | 10.09.1918 — ????       | Дорожный мастер путевой машинной станции № 75 треста «Рекпуть» Главного управления пути и сооружений Министерства путей сообщения СССР, Гатчинский район Ленинградской области                                                                            | 01.08.1959      | транспорт          | Ленинградская область  | [ ГС 84 ]  |
| 85  | Фёдоров Николай Фёдорович           | 11.12.1921 — 17.05.1998 | Первый секретарь Тосненского горкома КПСС, Ленинградская область | 11.12.1973      | госуправление      | Лужский район          | [ ГС 85 ]  |
| 86  | Фёдоров Пётр Семёнович              | 09.05.1890 — 1965       | Звеньевой колхоза «Дружный труд» Гатчинского района Ленинградской области | 23.04.1949      | сельхоз            | Гатчинский район       | [ ГС 86 ]  |
| 87  | Фёдорова Александра Ефимовна        | 27.09.1903 — ????       | Доярка колхоза «Первое Мая» Гатчинского района Ленинградской области | 22.06.1957      | сельхоз            | Гатчинский район       | [ ГС 87 ]  |
| 88  | Фокина Анастасия Ивановна           | 27.04.1913 — 30.01.2010 | Доярка молочного племенного совхоза «Торосово» Министерства совхозов СССР, Волосовский район Ленинградской области | 22.10.1949      | сельхоз            | *Саратовская область   | [ ГС 88 ]  |
| 89  | Фролова Нина Филипповна             | 21.04.1925 — 2009       | Бригадир совхоза «Ударник» Тосненского района Ленинградской области | 30.04.1966      | сельхоз            | *Санкт-Петербург       | [ ГС 89 ]  |
| 90  | Хирвонен Анна Григорьевна           | 05.07.1902 — 15.12.1978 | Доярка колхоза «Торма» Кингисеппского района Ленинградской области | 09.05.1949      | сельхоз            | Волосовский район      | [ ГС 90 ]  |
| 91  | Черепенин Лев Владимирович          | 26.06.1939 — 10.09.2014 | Старший оператор производственного объединения «Киришинефтеоргсинтез» имени 50-летия ВЛКСМ Министерства нефтеперерабатывающей и нефтехимической промышленности СССР, Ленинградская область                                                                | 12.09.1980      | нефтехимпром       | *Ярославская область   | [ ГС 91 ]  |
| 92  | Черняев Василий Николаевич          | 16.04.1932 — 16.04.1987 | Токарь локомотивного депо Выборг Октябрьской железной дороги, Ленинградская область | 03.07.1986      | транспорт          | *Новгородская область  | [ ГС 92 ]  |
| 93  | Чистякова Людмила Алексеевна        | род. 26.03.1934         | Свинарка совхоза «Вильповицы» Ломоносовского района Ленинградской области | 22.03.1966      | сельхоз            | *Псковская область     | [ ГС 93 ]  |
| 94  | Чудакова Нина Марковна              | 10.10.1932 — 28.07.1997 | Доярка колхоза «Ленинский путь» Волосовского района Ленинградской области | 08.04.1971      | сельхоз            | *Новгородская область  | [ ГС 94 ]  |
| 95  | Шагина Мария Артемьевна             | 19.09.1914 — ????       | Первый секретарь Всеволожского райкома КПСС, Ленинградская область | 22.06.1957      | госуправление      | *Тверская область      | [ ГС 95 ]  |
| 96  | Шаталов Александр Борисович         | 15.02.1890 — 11.06.1970 | Начальник восстановительного поезда сигнализации и связи «Связьрем-1» Управления военно-восстановительных работ № 6 железнодорожных войск Ленинградского фронта                                                                                           | 05.11.1943      | транспорт          | *Тамбовская область    | [ ГС 96 ]  |
| 97  | Шилкин Андрей Афанасьевич           | 19.11.1906 — 27.02.1980 | Проходчик шахты № 2 Гдовская треста «Ленинградсланцестрой» Министерства строительства топливных предприятий СССР, Ленинградская область | 28.08.1948      | строительство      | *Рязанская область     | [ ГС 97 ]  |
| 98  | Шинкарёв Иван Сергеевич             | 13.09.1910 — 1979       | Директор совхоза «Детскосельский» Тосненского района Ленинградской области | 30.04.1966      | сельхоз            | *Рязанская область     | [ ГС 98 ]  |
| 99  | Штрейс Раиса Ивановна               | 24.02.1929 — 31.12.2013 | Генеральный директор производственного объединения «Лето» Тосненского района Ленинградской области | 28.12.1988      | сельхоз            | *Пензенская область    | [ ГС 99 ]  |
| 100 | Южилкина Мария Ефимовна             | 24.09.1914 — ????       | Доярка совхоза «Лесное» Всеволожского района Ленинградской области | 22.06.1957      | сельхоз            | *Псковская область     | [ ГС 100 ] |
| 101 | Якубов Виктор Иванович              | 21.10.1939 — 09.12.2020 | Машинист бумагоделательной машины Светогорского целлюлозно-бумажного комбината Министерства целлюлозно-бумажной промышленности СССР, Ленинградская область                                                                                                | 17.01.1977      | леспром            | *Могилёвская область   | [ ГС 101 ] |

## Уроженцы Ленинградской области, удостоенные звания Героя Социалистического Труда в других регионах СССР
| № | Фамилия, имя, отчество  | Даты жизни              | Деятельность | Дата присвоения       | Отрасль    | Место рождения        | ГС       |
| - | ----------------------- | ----------------------- | --- | --------------------- | ---------- | --------------------- | -------- |
| 1 | Музруков Борис Глебович | 11.10.1904 — 31.01.1979 | Директор Уралмашзавода имени С. Орджоникидзе Народного комиссариата танковой промышленности СССР, гор. Свердловск Начальник комбината № 817 Первого главного управления при Совете Министров СССР, гор. Челябинск-40 | 20.01.1943 29.10.1949 | оборонпром | Лодейнопольский район | [ ГС 1 ] |

| №  | Фамилия, имя, отчество           | Даты жизни              | Деятельность | Дата присвоения | Отрасль        | Место рождения        | ГС        |
| -- | -------------------------------- | ----------------------- | --- | --------------- | -------------- | --------------------- | --------- |
| 1  | Алексеев Иван Иванович           | 29.06.1924 — 05.10.1999 | Капитан среднего рыболовного траулера управления экспедиционного лова Балтийского рыбопромышленного треста, Калининградская область | 31.05.1958      | рыбхоз         | Кингисеппский район   | [ ГС 2 ]  |
| 2  | Алексеева Екатерина Викторовна   | 1914 — ????             | Зоотехник колхоза имени Тельмана Раменского района Московской области | 24.06.1949      | сельхоз        | Гатчинский район      | [ ГС 3 ]  |
| 3  | Аникиев Василий Фёдорович        | 02.04.1918 — 20.12.1988 | Начальник — главный конструктор Невского проектно-конструкторского бюро Министерства судостроительной промышленности СССР, гор. Ленинград                                                                                               | 18.07.1984      | машиностроение | Лужский район         | [ ГС 4 ]  |
| 4  | Антипов Павел Фёдорович          | 19.11.1926 — 20.09.2021 | Бригадир электромонтажников управления «Севэлектромонтаж» треста «Гидроэлектромонтаж» Министерства энергетики и электрификации СССР, гор. Ленинград                                                                                     | 31.03.1981      | энергетика     | Волховский район      | [ ГС 5 ]  |
| 5  | Антонов Василий Васильевич       | 09.01.1927 — 11.11.1991 | Бригадир слесарей-монтажников Днепровского монтажного участка треста «Спецгидроэнергомонтаж» Министерства энергетики и электрификации Украинской ССР, Запорожская область                                                               | 12.09.1980      | энергетика     | Лодейнопольский район | [ ГС 6 ]  |
| 6  | Арцибасов Павел Сергеевич        | 23.09.1907 — 1988       | Слесарь-монтажник Адмиралтейского завода Ленинградского совнархоза | 14.05.1960      | машиностроение | Волосовский район     | [ ГС 7 ]  |
| 7  | Бакланов Анатолий Васильевич     | 01.09.1923 — 30.05.1995 | Старший спекальщик Павлодарского алюминиевого завода Министерства цветной металлургии Казахской ССР, Павлодарская область | 30.03.1971      | металлургия    | Кировский район       | [ ГС 8 ]  |
| 8  | Белова Александра Матвеевна      | 1907 — ????             | Звеньевая свиноводческого совхоза «Ручьи» Министерства мясной и молочной промышленности СССР, Калининский район гор. Ленинграда | 05.10.1950      | сельхоз        | Ленинградская область | [ ГС 9 ]  |
| 9  | Белоусов Борис Фёдорович         | 15.11.1916 — 05.10.1988 | Старший машинист турбокомпрессорного цеха Новгородского районного управления магистральных газопроводов Министерства газовой промышленности СССР                                                                                        | 01.07.1966      | газпром        | Кингисеппский район   | [ ГС 10 ] |
| 10 | Беляков Алексей Николаевич       | 16.03.1946 — 17.04.2024 | Шлифовщик Ленинградского завода «Магнетон» научно-производственного объединения «Феррит» Министерства электронной промышленности СССР                                                                                                   | 07.08.1986      | электронпром   | Волосовский район     | [ ГС 11 ] |
| 11 | Богданов Алексей Игнатьевич      | 21.01.1927 — 23.02.1999 | Сборщик покрышек Омского шинного завода Министерства нефтеперерабатывающей и нефтехимической промышленности СССР | 28.05.1966      | нефтехимпром   | Бокситогорский район  | [ ГС 12 ] |
| 12 | Богданова Галина Михайловна      | 19.02.1925 — 09.09.2013 | Шлифовщица Уфимского моторостроительного производственного объединения Министерства авиационной промышленности СССР, Башкирская АССР | 19.12.1975      | машиностроение | Кировский район       | [ ГС 13 ] |
| 13 | Бондарев Анатолий Александрович  | 1929—2016               | Сборщик покрышек Волжского шинного завода Министерства нефтеперерабатывающей и нефтехимической промышленности СССР, Волгоградская область                                                                                               | 20.04.1971      | нефтехимпром   | Ленинградская область | [ ГС 14 ] |
| 14 | Васильев Владимир Фёдорович      | 12.07.1929 — 08.04.2008 | Машинист экскаватора разреза «Вивиконд» треста «Эстонсланец» Министерства угольной промышленности СССР, Эстонская ССР | 30.03.1971      | углепром       | Тосненский район      |           |
| 15 | Вишневский Анатолий Николаевич   | 15.03.1915 — 04.03.1968 | Старший машинист локомотивного депо Пенза Куйбышевской железной дороги, Пензенская область | 01.08.1959      | транспорт      | Гатчинский район      | [ ГС 15 ] |
| 16 | Владимиров Василий Сергеевич     | 09.01.1923 — 03.11.2012 | Заведующий отделом Математического института имени В. А. Стеклова Академии наук СССР, академик АН СССР, гор. Москва | 07.01.1983      | наука          | Волховский район      | [ ГС 16 ] |
| 17 | Вондрухов Вальтер Степанович     | 27.11.1937 — 08.09.2010 | Бригадир водителей автомобилей управления «Спецтранс» Министерства жилищно-коммунального хозяйства РСФСР, гор. Ленинград | 14.08.1986      | транспорт      | Тосненский район      | [ ГС 17 ] |
| 18 | Гаврилов Илья Гаврилович         | 02.08.1900 — 02.1977    | Капитан теплохода «Вильнюс» Балтийского морского пароходства, гор. Ленинград | 21.06.1957      | транспорт      | Ломоносовский район   | [ ГС 18 ] |
| 19 | Горемыкин Алексей Петрович       | 20.03.1926 — 2004       | Бригадир монтажников треста «Гидроэлектромонтаж» Министерства энергетики и электрификации СССР, Иркутская область | 23.02.1966      | энергетика     | Волховский район      | [ ГС 19 ] |
| 20 | Горюнов Владимир Алексеевич      | 24.09.1910 — 27.10.1991 | Старший вальцовщик листопрокатного цеха Ижорского завода Ленинградского совнархоза | 19.07.1958      | машиностроение | Тосненский район      | [ ГС 20 ] |
| 21 | Денисова Нина Васильевна         | 27.12.1927 — 08.06.2014 | Рабочая семеноводческого совхоза «Лабинский» Министерства совхозов СССР, Лабинский район Краснодарского края | 17.08.1950      | сельхоз        | Волховский район      | [ ГС 21 ] |
| 22 | Долинов Леонид Иванович          | 06.10.1930 — 12.03.2017 | Начальник испытательного управления 53-го научно-исследовательского испытательного полигона Министерства обороны СССР, полковник, Архангельская область                                                                                 | 17.02.1984      | оборона        | Лодейнопольский район | [ ГС 22 ] |
| 23 | Егоров Михаил Васильевич         | 17.01.1907 — 27.05.2000 | Первый заместитель председателя Государственного комитета по судостроению СССР, инженер-контр-адмирал, гор. Москва | 28.04.1963      | машиностроение | Гатчинский район      | [ ГС 23 ] |
| 24 | Зябликова Евгения Фёдоровна      | 06.01.1920 — 27.08.2019 | Директор совхоза «Рационализатор» Пестовского района Новгородской области | 22.03.1966      | сельхоз        | Кингисеппский район   | [ ГС 24 ] |
| 25 | Иванов Владимир Сергеевич        | 10.09.1909 — 22.04.1982 | Регулировщик Ленинградского объединения «Красная Заря» Министерства радиопромышленности СССР | 29.07.1966      | радиопром      | Всеволожский район    | [ ГС 25 ] |
| 26 | Иванов Евгений Алексеевич        | 13.02.1911 — 10.07.1983 | Первый заместитель генерального конструктора опытного конструкторского бюро имени П. О. Сухого Министерства авиационной промышленности СССР, гор. Москва                                                                                | 08.07.1976      | машиностроение | Лужский район         | [ ГС 26 ] |
| 27 | Иванов Константин Константинович | 1908 — ????             | Звеньевой колхоза «Ударник полей» Промышленновского района Кемеровской области | 25.02.1949      | сельхоз        | Ленинградская область | [ ГС 27 ] |
| 28 | Ильин Сергей Иванович            | род. 07.10.1928         | Сталевар Ижорского завода имени А. А. Жданова Министерства энергетического машиностроения СССР, гор. Ленинград | 27.02.1976      | металлургия    | Тосненский район      | [ ГС 28 ] |
| 29 | Исаков Юрий Андреевич            | род. 24.12.1933         | Фрезеровщик Научно-исследовательского института измерительной техники Министерства общего машиностроения СССР, Московская область | 17.10.1975      | машиностроение | Волховский район      | [ ГС 29 ] |
| 30 | Каташевич Тамара Васильевна      | 23.02.1932 — 25.11.2016 | Старшая аппаратчица Ленинградского научно-производственного объединения «Пластполимер» Министерства химической промышленности СССР | 20.04.1971      | химпром        | Лужский район         | [ ГС 30 ] |
| 31 | Кирьянен Розалия Ивановна        | род. 1923               | Мастер машинного доения коров совхоза «Тарту» Тартуского района Эстонской ССР | 10.02.1975      | сельхоз        | Гатчинский район      |           |
| 32 | Клопшин Яков Михайлович          | 09.04.1923 — 04.01.1992 | Бригадир электромонтажников управления «Севэлектромонтаж» треста «Гидроэлектромонтаж» Министерства энергетики и электрификации СССР, гор. Ленинград                                                                                     | 20.04.1971      | энергетика     | Киришский район       | [ ГС 31 ] |
| 33 | Комаров Николай Кузьмич          | 1934 — ????             | Механизатор совхоза «Малик» Сырдарьинской области Сырдарьинской области | 14.12.1972      | сельхоз        | Ленинградская область | [ ГС 32 ] |
| 34 | Кононов Георгий Сергеевич        | 11.04.1932 — 04.04.2002 | Бригадир токарей Ленинградского машиностроительного завода имени Карла Маркса Ленинградского машиностроительного объединения имени Карла Маркса Министерства машиностроения для лёгкой и пищевой промышленности и бытовых приборов СССР | 10.03.1981      | машиностроение | Ленинградская область | [ ГС 33 ] |
| 35 | Конт Арелла Густавовна           | 05.03.1914 — 06.03.1984 | Бригадир молочного стада совхоза «Удева» Пайдеского района Эстонской ССР | 01.03.1958      | сельхоз        | Сланцевский район     | [ ГС 34 ] |
| 36 | Корхонен Айно-Елизавета Павловна | 07.02.1920 — 05.01.1990 | Доярка совхоза «Салми» Питкярантского района Карельской АССР | 08.04.1971      | сельхоз        | Всеволожский район    | [ ГС 35 ] |
| 37 | Красикова Антонина Тимофеевна    | 21.09.1919 — 23.03.2014 | Ткачиха фабрики «Рабочий» Ленинградского совнархоза | 07.03.1960      | легпром        | Ленинградская область | [ ГС 36 ] |
| 38 | Краснов Фёдор Иванович           | 24.09.1916 — 1975       | Шофёр автоколонны № 1109 Главного Ленинградского управления автомобильного транспорта Министерства автомобильного транспорта и шоссейных дорог РСФСР                                                                                    | 05.10.1966      | автодор        | Ленинградская область | [ ГС 37 ] |
| 39 | Кристманн Анатолий Александрович | 18.05.1934 — 24.07.1989 | Бригадир животноводческой фермы совхоза «Пыдрангу» Раквереского района Эстонской ССР | 06.09.1973      | сельхоз        | Кингисеппский район   |           |
| 40 | Круусалу Хильда Юрьевна          | 13.06.1904 — 15.11.1981 | Бригадир совхоза «Удева» Министерства совхозов СССР, Пайдеский уезд Эстонской ССР | 05.10.1949      | сельхоз        | Волосовский район     | [ ГС 38 ] |
| 41 | Кукин Василий Иванович           | 03.01.1916 — ????       | Машинист экскаватора треста «Строймеханизация-2» Главленинградстроя при исполкоме Ленинградского городского Совета депутатов трудящихся                                                                                                 | 09.08.1958      | строительство  | Волховский район      | [ ГС 39 ] |
| 42 | Лазарев Леонид Александрович     | 26.06.1933 — 19.07.2006 | Бригадир электромонтажников Братского электромонтажного управления треста «Гидроэлектромонтаж» Министерства энергетики и электрификации СССР, Иркутская область                                                                         | 17.05.1977      | энергетика     | Лодейнопольский район | [ ГС 40 ] |
| 43 | Максимов Лев Иванович            | 03.03.1923 — 08.04.1977 | Слесарь Бердского электромеханического завода Министерства общего машиностроения СССР, Новосибирская область | 26.04.1971      | машиностроение | Ленинградская область | [ ГС 41 ] |
| 44 | Максимов Николай Григорьевич     | 09.05.1930 — 09.09.2016 | Бригадир слесарей цеха централизованного ремонта Нововоронежской атомной электростанции Министерства энергетики и электрификации СССР, Воронежская область                                                                              | 20.04.1971      | атомпром       | Лужский район         | [ ГС 42 ] |
| 45 | Максимова Клавдия Ивановна       | 06.04.1914 — 09.05.1991 | Доярка племенного молочного совхоза «Караваево» Министерства совхозов СССР, Костромской район Костромской области | 12.07.1949      | сельхоз        | Лужский район         | [ ГС 43 ] |
| 46 | Мальман Мария Юрьевна            | 30.03.1908 — 15.12.2005 | Доярка совхоза «Удева» Пайдеского района Эстонской ССР | 01.03.1958      | сельхоз        | Волосовский район     | [ ГС 44 ] |
| 47 | Мякяряйнен Нина Андреевна        | 12.05.1929 — 25.12.1996 | Птичница птицефабрики «Петрозаводская» Прионежского района Карельской АССР | 10.03.1976      | сельхоз        | Волосовский район     | [ ГС 45 ] |
| 48 | Никандрова Анна Тимофеевна       | 14.07.1919 — ????       | Сборщица покрышек Ленинградского производственного объединения «Красный треугольник» Министерства нефтеперерабатывающей и нефтехимической промышленности СССР                                                                           | 28.05.1966      | нефтехимпром   | Кингисеппский район   | [ ГС 46 ] |
| 49 | Никитина Мария Никитична         | 16.01.1908 — 1985       | Звеньевая свиноводческого совхоза «Ручьи» Министерства мясной и молочной промышленности СССР, Всеволожский район Ленинградской области                                                                                                  | 01.06.1949      | сельхоз        | Ленинградская область | [ ГС 47 ] |
| 50 | Никифоров Иван Васильевич        | 13.05.1905 — 1977       | Начальник монтажного управления треста «Спецгидроэнергомонтаж» Министерства электростанций СССР, гор. Ленинград | 09.08.1958      | энергетика     | Волховский район      | [ ГС 48 ] |
| 51 | Николаева Анастасия Филипповна   | 1920 — ????             | Звеньевая Меркенского свеклосовхоза Министерства пищевой промышленности СССР, Меркенский район Джамбулской области | 08.05.1948      | сельхоз        | Ленинградская область |           |
| 52 | Нобель Антонина Самуиловна       | 1918 — ????             | Бригадир полеводческой бригады Меркенского свеклосовхоза Министерства пищевой промышленности СССР, Меркенский район Джамбулской области                                                                                                 | 08.05.1948      | сельхоз        | Ленинградская область |           |
| 53 | Норден Вольдемар Иванович        | род. 1933               | Старший машинист бумагоделательной машины Кехраского целлюлозно-бумажного завода Министерства лесной, целлюлозно-бумажной и деревообрабатывающей промышленности СССР, Эстонская ССР                                                     | 19.03.1981      | леспром        | Ленинградская область |           |
| 54 | Отсман Эльмина Петровна          | 14.11.1924 — 17.03.2012 | Комбайнёр Вильяндиской МТС Эстонской ССР | 01.03.1958      | сельхоз        | Лужский район         | [ ГС 49 ] |
| 55 | Паукку Иван Иванович             | 1915 — 27.04.1999       | Скотник-пастух совхоза «Удева» Министерства совхозов СССР, Пайдеский уезд Эстонской ССР | 05.10.1949      | сельхоз        | Всеволожский район    | [ ГС 50 ] |
| 56 | Паукку Лемби Петровна            | 11.02.1916 — 30.01.1976 | Доярка совхоза «Удева» Министерства совхозов СССР, Пайдеский уезд Эстонской ССР | 05.10.1949      | сельхоз        | Всеволожский район    | [ ГС 51 ] |
| 57 | Петров Владислав Алексеевич      | 28.03.1935 — 24.09.2011 | Токарь Харьковского завода транспортного машиностроения имени В. А. Малышева Министерства оборонной промышленности СССР | 15.09.1976      | оборонпром     | Волховский район      | [ ГС 52 ] |
| 58 | Петров Иван Григорьевич          | 09.01.1921 — 28.05.1984 | Начальник 16-й Советской антарктической экспедиции, сотрудник Арктического и антарктического научно-исследовательского института, гор. Ленинград                                                                                        | 16.11.1970      | наука          | Волосовский район     | [ ГС 53 ] |
| 59 | Петров Иван Михайлович           | 05.03.1922 — 08.02.1989 | Комбайнёр Переяславского совхоза Рыбинского района Красноярского края | 23.06.1966      | сельхоз        | Ленинградская область | [ ГС 54 ] |
| 60 | Петрова Светлана Ивановна        | 26.12.1940 — 07.04.2021 | Прядильщица хлопчатобумажного комбината «Кренгольмская мануфактура» Министерства лёгкой промышленности Эстонской ССР, гор. Нарва | 30.04.1980      | легпром        | Ленинградская область | [ ГС 55 ] |
| 61 | Премет Александр Яковлевич       | 01.10.1902 — ????       | Председатель колхоза имени Мичурина Харьюского района Эстонской ССР | 01.10.1965      | сельхоз        | Гатчинский район      | [ ГС 56 ] |
| 62 | Прокофьев Александр Андреевич    | 02.12.1900 — 18.09.1971 | Поэт, гор. Ленинград | 01.12.1970      | культура       | Волховский район      | [ ГС 57 ] |
| 63 | Прокофьев Иван Яковлевич         | 15.09.1925 — 2003       | Старший вальцовщик прокатного стана производственного объединения «Кировский завод» Министерства оборонной промышленности СССР, гор. Ленинград                                                                                          | 05.09.1975      | оборонпром     | Кингисеппский район   | [ ГС 58 ] |
| 64 | Пунс Хильда Якобовна             | 04.07.1900 — 08.03.1988 | Свинарка колхоза «Маяка» Харьюского района Эстонской ССР | 01.03.1958      | сельхоз        | Волосовский район     | [ ГС 59 ] |
| 65 | Ряни Эдит Хермановна             | 20.08.1928 — 2006       | Доярка колхоза «Каардивяэлане» Тапаского района Эстонской ССР | 01.03.1958      | сельхоз        | Всеволожский район    | [ ГС 60 ] |
| 66 | Савельев Борис Егорович          | 1925 — ????             | Звеньевой колхоза имени Ленина Народичского района Житомирской области | 10.03.1976      | сельхоз        | Ленинградская область |           |
| 67 | Савельев Серафим Александрович   | 03.07.1926 — 01.12.1986 | Боцман теплохода «Сретенск» Балтийского государственного морского пароходства Министерства морского флота СССР, гор. Ленинград | 03.08.1960      | транспорт      | Лужский район         | [ ГС 61 ] |
| 68 | Сергеев Иван Васильевич          | 1924 — 13.09.1999       | Бригадир комплексной бригады строительного управления № 13 строительного треста № 8 Министерства строительства СССР, гор. Владивосток Приморского края                                                                                  | 07.05.1971      | строительство  | Ленинградская область | [ ГС 62 ] |
| 69 | Соловьёв Александр Алексеевич    | 25.04.1914 — 04.11.1998 | Директор Уральского электромеханического завода Министерства среднего машиностроения СССР, гор. Свердловск | 26.04.1971      | атомпром       | Бокситогорский район  | [ ГС 63 ] |
| 70 | Стекольников Василий Васильевич  | 23.12.1926 — 11.02.1997 | Генеральный конструктор ОКБ «Гидропресс» Министерства среднего машиностроения СССР, Московская область | 16.12.1981      | атомпром       | Лужский район         | [ ГС 64 ] |
| 71 | Степаненко Любовь Григорьевна    | род. 10.04.1927         | Заварщица электровакуумных приборов Ленинградского объединения электронного приборостроения «Светлана» Министерства электронной промышленности СССР                                                                                     | 26.04.1971      | электронпром   | Кингисеппский район   | [ ГС 65 ] |
| 72 | Сытов Николай Петрович           | 22.05.1921 — 01.09.2004 | Начальник — главный конструктор Центрального конструкторского бюро «Балтсудпроект» Министерства судостроительной промышленности СССР, гор. Ленинград                                                                                    | 10.03.1981      | машиностроение | Подпорожский район    | [ ГС 66 ] |
| 73 | Терехов Александр Васильевич     | 22.12.1922 — 21.10.2000 | Бригадир комплексной бригады Красноярского леспромхоза Министерства лесной, целлюлозно-бумажной и деревообрабатывающей промышленности СССР, Серовский район Свердловской области                                                        | 17.09.1966      | леспром        | Лодейнопольский район | [ ГС 67 ] |
| 74 | Тимофеев Пётр Ильич              | род. 11.07.1936         | Токарь Ленинградского производственного объединения «Кировский завод» Министерства оборонной промышленности СССР | 02.02.1984      | оборонпром     | Лужский район         | [ ГС 68 ] |
| 75 | Тихашков Алексей Михайлович      | 25.02.1922 — 03.06.2009 | Бригадир монтажников Камского участка треста «Спецгидроэнергомонтаж» Министерства электростанций СССР, Молотовская область | 25.07.1957      | энергетика     | Волховский район      | [ ГС 69 ] |
| 76 | Трофимов Николай Трофимович      | 17.11.1916 — ????       | Бригадир судосборщиков Адмиралтейского судостроительного завода Министерства судостроительной промышленности СССР, гор. Ленинград | 25.07.1966      | машиностроение | Тихвинский район      | [ ГС 70 ] |
| 77 | Федорович Александр Иосифович    | 26.02.1918—2002         | Управляющий трестом «Севзаптрансстрой» Министерства транспортного строительства СССР, гор. Ленинград | 28.07.1966      | строительство  | Волховский район      | [ ГС 71 ] |
| 78 | Хуттунен Иван Матвеевич          | 21.09.1927 — 20.04.2010 | Прессовщик Петрозаводского домостроительного комбината Министерства лесной, целлюлозно-бумажной и деревообрабатывающей промышленности СССР, Карельская АССР                                                                             | 17.09.1966      | леспром        | Гатчинский район      | [ ГС 72 ] |
| 79 | Шилак Владислав Иосифович        | 23.10.1912 — ????       | Бригадир комплексной бригады каменщиков строительно-монтажного управления № 1 строительного треста № 16 Главленинградстроя Ленинградского городского Совета депутатов трудящихся                                                        | 25.03.1971      | строительство  | Гатчинский район      | [ ГС 73 ] |
| 80 | Эванен Ольга Ивановна            | 08.07.1910 — ????       | Свинарка совхоза «Пыдрангу» Вяйке-Марьяского района Эстонской ССР | 07.03.1960      | сельхоз        | Ломоносовский район   | [ ГС 74 ] |
| 81 | Юнолайнен Юхан Адамович          | 07.03.1931 — 20.04.2005 | Комбайнёр совхоза «Куртна» Кохтла-Ярвеского района Эстонской ССР | 08.04.1971      | сельхоз        | Ленинградская область |           |
| 82 | Яковлева Галина Петровна         | 24.07.1940 — 10.08.2018 | Гребнечесальщица Тюменского камвольно-суконного комбината Министерства текстильной промышленности РСФСР | 23.05.1986      | легпром        | Кингисеппский район   | [ ГС 75 ] |

## Герои Социалистического Труда, прибывшие в Ленинградскую область на постоянное проживание из других регионов
| №  | Фамилия, имя, отчество          | Даты жизни              | Деятельность | Дата присвоения | Отрасль         | Место проживания    | ГС        |
| -- | ------------------------------- | ----------------------- | --- | --------------- | --------------- | ------------------- | --------- |
| 1  | Белякова Нина Семёновна         | 1916—2002               | Врач городской больницы № 2, гор. Астрахань | 20.07.1971      | здравоохранение | Всеволожский район  | [ ГС 1 ]  |
| 2  | Бокарев Анатолий Тимофеевич     | род. 29.03.1924         | Старший вальцовщик-оператор Нижнетагильского металлургического комбината имени В. И. Ленина Министерства чёрной металлургии СССР, Свердловская область                         | 30.03.1971      | металлургия     | Лужский район       | [ ГС 2 ]  |
| 3  | Варганов Иван Иванович          | род. 1929               | Бригадир колхоза «Труженик» Бежецкого района Калининской области | 28.02.1949      | сельхоз         |                     | [ ГС 3 ]  |
| 4  | Волчихин Валентин Георгиевич    | 14.02.1925 — 26.08.1983 | Комбайнёр Кущёвской МТС Краснодарского края | 13.06.1952      | сельхоз         | Лужский район       | [ ГС 4 ]  |
| 5  | Денисов Геннадий Владимирович   | 21.09.1928 — 25.06.2002 | Мастер Поназыревского леспромхоза Министерства лесной, целлюлозно-бумажной и деревообрабатывающей промышленности СССР, Костромская область                                     | 17.09.1966      | леспром         | Киришский район     | [ ГС 5 ]  |
| 6  | Катилин Алексей Николаевич      | 01.01.1926 — 01.05.1997 | Машинист экскаватора строительства № 601 Министерства среднего машиностроения СССР, Томская область                                                                            | 07.03.1962      | атомпром        | Волховский район    | [ ГС 6 ]  |
| 7  | Крепышев Вячеслав Александрович | 22.02.1913 — 13.03.2005 | Мастер леса Антроповского леспромхоза Костромской области | 05.10.1957      | леспром         | Кингисеппский район | [ ГС 7 ]  |
| 8  | Кузнецов Михаил Иванович        | 15.05.1929 — 06.01.1999 | Главный инженер химико-металлургического завода Сибирского химического комбината Министерства среднего машиностроения СССР, Томская область                                    | 26.04.1971      | атомпром        | Сосновый Бор        | [ ГС 8 ]  |
| 9  | Луконина Воля Анфимовна         | 03.04.1926 — 05.02.2022 | Начальник геологосъёмочной партии Южно-Якутской комплексной экспедиции Якутского геологического управления Министерства геологии РСФСР                                         | 04.07.1966      | геология        | Всеволожский район  | [ ГС 9 ]  |
| 10 | Пахалкин Александр Андреевич    | 05.03.1922 — 15.08.1995 | Бригадир монтажников монтажно-строительного управления треста «Сибхиммонтаж» Министерства среднего машиностроения СССР, Красноярский край                                      | 29.07.1966      | атомпром        | Сосновый Бор        | [ ГС 10 ] |
| 11 | Пузанов Василий Павлович        | 1911 — 01.09.1990       | Старший аппаратчик комбината «Североникель» имени В. И. Ленина Министерства цветной металлургии СССР, Мурманская область                                                       | 20.05.1966      | металлургия     | Кировский район     | [ ГС 11 ] |
| 12 | Соболева Антонина Сергеевна     | 18.01.1930 — 01.12.2002 | Рабочая Насакиральского совхоза Министерства сельского хозяйства СССР, Махарадзевский район Грузинской ССР                                                                     | 01.09.1951      | сельхоз         | Тосненский район    | [ ГС 12 ] |
| 13 | Соловьёв Леонид Сергеевич       | 24.10.1932 — 30.09.2021 | Бригадир проходчиков шахты имени Ф. Э. Дзержинского Прокопьевского производственного объединения по добыче угля Министерства угольной промышленности СССР, Кемеровская область | 17.04.1985      | углепром        | Сосновый Бор        | [ ГС 13 ] |
| 14 | Топало Владимир Кузьмич         | 06.04.1930 — 17.06.2016 | Бригадир комплексной бригады строительного управления № 1 треста «Кишинёвстрой» Молдавского совнархоза                                                                         | 28.05.1960      | строительство   | Лужский район       | [ ГС 14 ] |
| 15 | Тыщенко Иван Акимович           | 08.11.1925 — 31.01.2014 | Директор плодовиноградарского совхоза «Капланбек» Министерства пищевой промышленности Казахской ССР, Сарыагашский район Чимкентской области                                    | 26.04.1971      | сельхоз         | Всеволожский район  | [ ГС 15 ] |
| 16 | Чикарев Василий Кузьмич         | 08.01.1934 — 24.12.2012 | Бригадир монтажников строительно-монтажного управления № 1 треста «Химстрой» Министерства среднего машиностроения СССР, Томская область                                        | 29.07.1966      | атомпром        | Сосновый Бор        | [ ГС 16 ] |
| 17 | Шаров Василий Михайлович        | 02.05.1912 — 08.05.1985 | Слесарь гидрометаллургического завода Горно-химического комбината Министерства среднего машиностроения СССР, Красноярский край                                                 | 29.07.1966      | атомпром        | Сосновый Бор        | [ ГС 17 ] |
| 18 | Шипунов Илья Михайлович         | 26.02.1920 — 02.12.1999 | Бригадир семеноводческого колхоза имени Ильича Бежецкого района Калининской области                                                                                            | 28.02.1949      | сельхоз         | Гатчинский район    | [ ГС 18 ] |